# Lezioni di filosofia 1933-1934
Lezioni di filosofia (Leçons de philosophie) è una raccolta di appunti basati sulle lezioni tenute dalla filosofa Simone Weil al Lycée de Jeunes Filles di Roanne nell'anno scolastico 1933-1934. Gli appunti furono raccolti da una sua meticolosa alunna, Anne Reynaud-Guérithault, e ripartiti in tre sezioni, aventi come argomento il ruolo svolto dal corpo nel pensiero, le implicazioni sociali dello spirito, e la morale nei suoi fondamenti. Tali lezioni possono considerarsi un preludio teoretico all'elaborazione di una «filosofia in atto» che diventerà presto caratteristica della Weil nel suo percorso esistenziale, a partire dalla scelta, nell'inverno seguente (dicembre 1934), di sperimentare direttamente la condizione operaia.
L'opera fu pubblicata per la prima volta dalla casa editrice Plon nel 1959, 16 anni dopo la morte della Weil, con una presentazione dell'allieva Anne Reynaud-Guérithault.

## Edizioni
- Simone Weil, Lezioni di filosofia 1933-1934, raccolte da Anne Reynaud-Guérithault, a cura di Maria Concetta Sala, traduzione di Luisa Nocentini, con una nota di Giancarlo Gaeta, Milano, Adelphi, 1999, ISBN 88-459-1441-0.
- (EN) Simone Weil, Lectures on Philosophy, traduzione di Hugh Price, introduzione di Peter Winch, Cambridge University Press, 2002, ISBN 0-521-29333-2.